# Тубус (насадка)

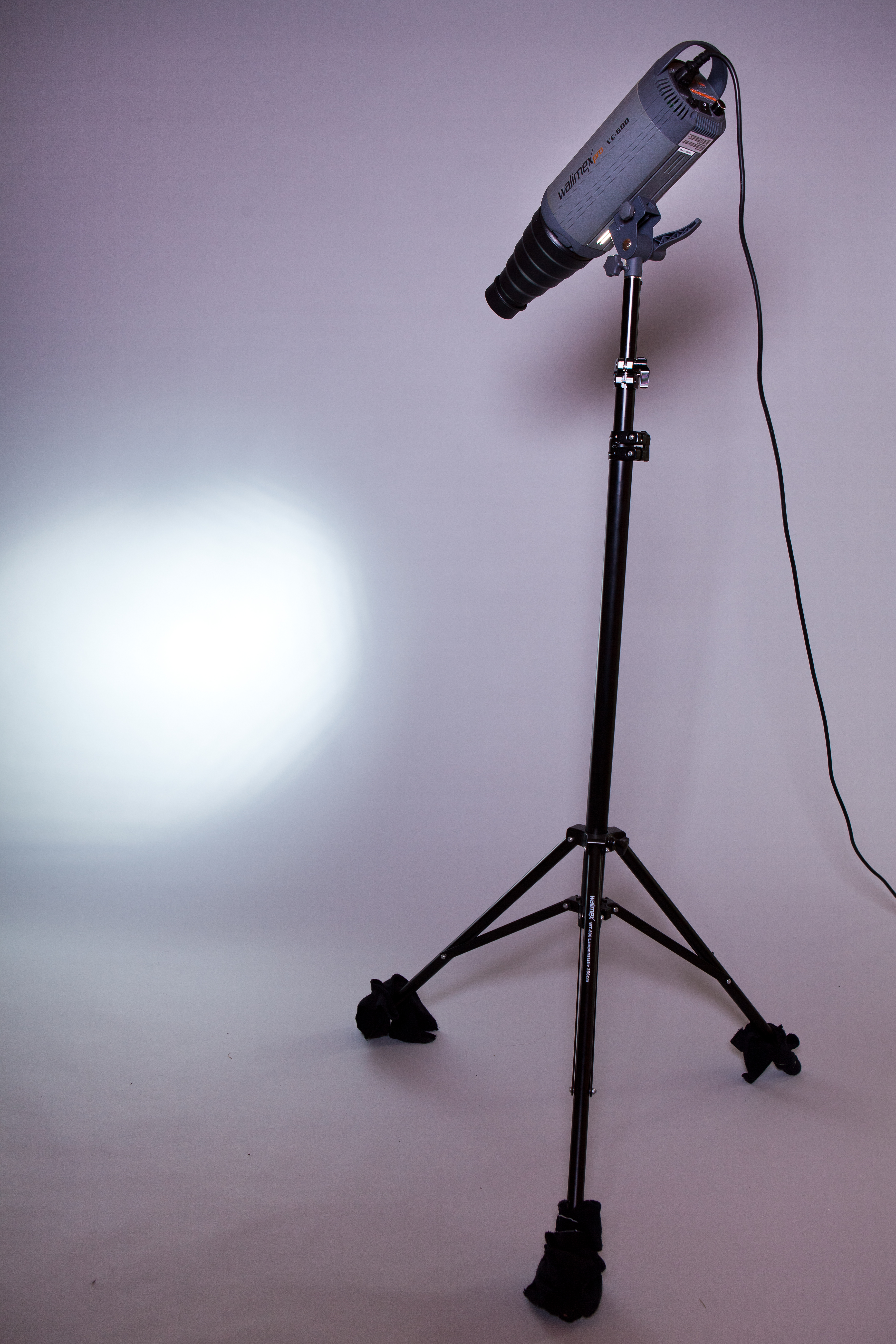
Тубус

Ту́бус (ту́бусы) — насадка на осветительный прибор, используемая в профессиональной фотографии. Имеет коническую или цилиндрическую форму и крепится к передней части источника света. Другое название насадки — спот (от англ. spot — пятно).
Наряду с рефлекторами, зонтами и софтбоксами тубусы используются для создания свето-теневого рисунка фотографии.
Тубус ограничивает световой поток до узкого пучка света с выраженными краями. Позволяет получать световые акценты для выделения детали объекта или фона, подсветки волос модели.
Тубусы не предназначены для использования с источниками галогенового освещения. При длительном использовании с импульсными приборами сильно нагреваются.
Тубусы могут быть выполнены в виде отдельной самостоятельной насадки или надеваться на стандартный рефлектор прибора. Многие тубусы снабжаются сотами, что позволяет получать на выходе почти параллельные лучи, и цветными фильтрами для создания цветового пятна.